# Absolute
Absolute е вторият сингъл, издаден през 2005 г. от бандата Thousand Foot Krutch към албума The Art Of Breaking. Песента достига #5 в класацията Billboard Christian Rock Songs.